# Viola maroccana
Viola maroccana är en violväxtart som beskrevs av René Charles Maire. Viola maroccana ingår i släktet violer, och familjen violväxter. Inga underarter finns listade i Catalogue of Life.